# Aéroport international
Pour un article plus général, voir Aéroport.

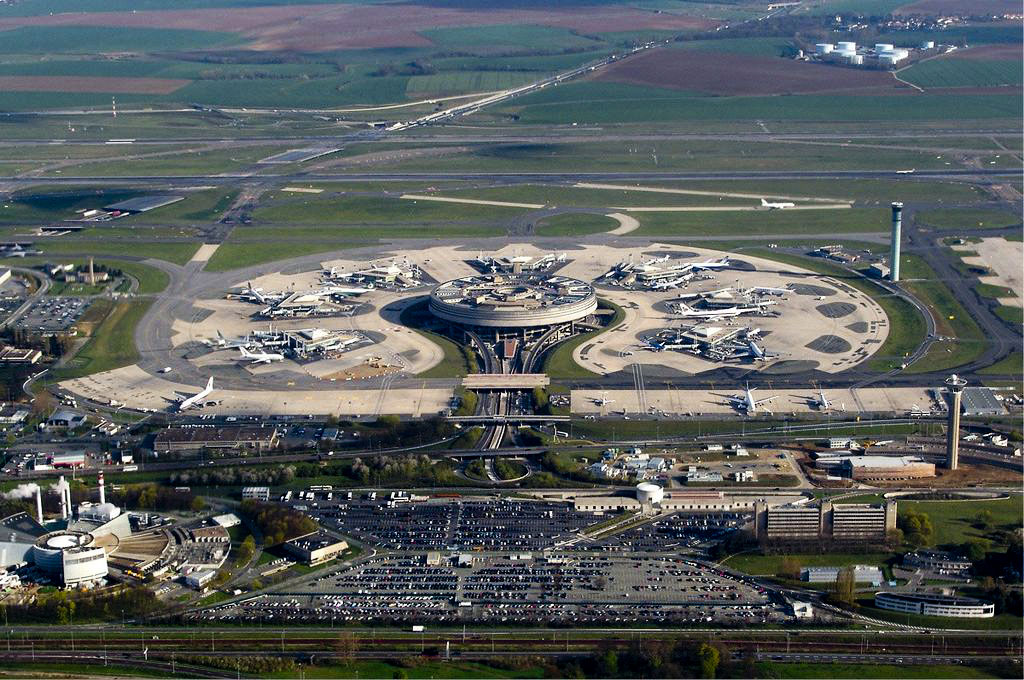
Terminal 1 de l'aéroport international Paris-Charles-de-Gaulle.

Un aéroport international est généralement un aéroport avec des services des douanes et d'immigration pour gérer les vols internationaux à destination et en provenance d'autres pays. Ces aéroports sont généralement plus grands, notamment en ce qui concerne les pistes et les installations, pour accueillir les avions utilisés pour les vols long-courrier.

## Définition par l'OACI
L'OACI définit un aéroport international comme étant un aéroport capable d'accueillir des vols en provenance ou à destination de l'étranger. Cela implique donc que les procédures pour entrer et sortir du pays puissent être accomplies dans cet aéroport : contrôles de douanes (sur les personnes et les marchandises), service d'immigration, mais aussi certains contrôles sanitaires ou les mesures de mise en quarantaine des animaux. L'OACI ajoute que le trafic international doit être d'au moins 10 unités de trafic par an, une unité de trafic correspondant à 1 000 passagers ou 100 tonnes de marchandises.

## Historique
Les premières lignes régulières internationales ouvrent en 1919. Il s'agit de la ligne Paris (Le Bourget)-Londres (Hounslow) et de la ligne Toulouse (Montaudran)-Barcelone (el Prat). De fait, ces quatre aéroports deviennent les premiers aéroports internationaux,.
Entre les deux guerres mondiales, une part importante du trafic long-courrier et international est effectuée par des hydravions à coque, essentiellement en raison du manque d'aéroports capables d’accueillir des avions de grande taille. Les ports maritimes jouent ainsi le rôle d'aéroports internationaux. Des lacs sont aussi utilisés comme terrain d'opération des hydravions, avec des terminaux créés à cette fin.

## Zone des départs

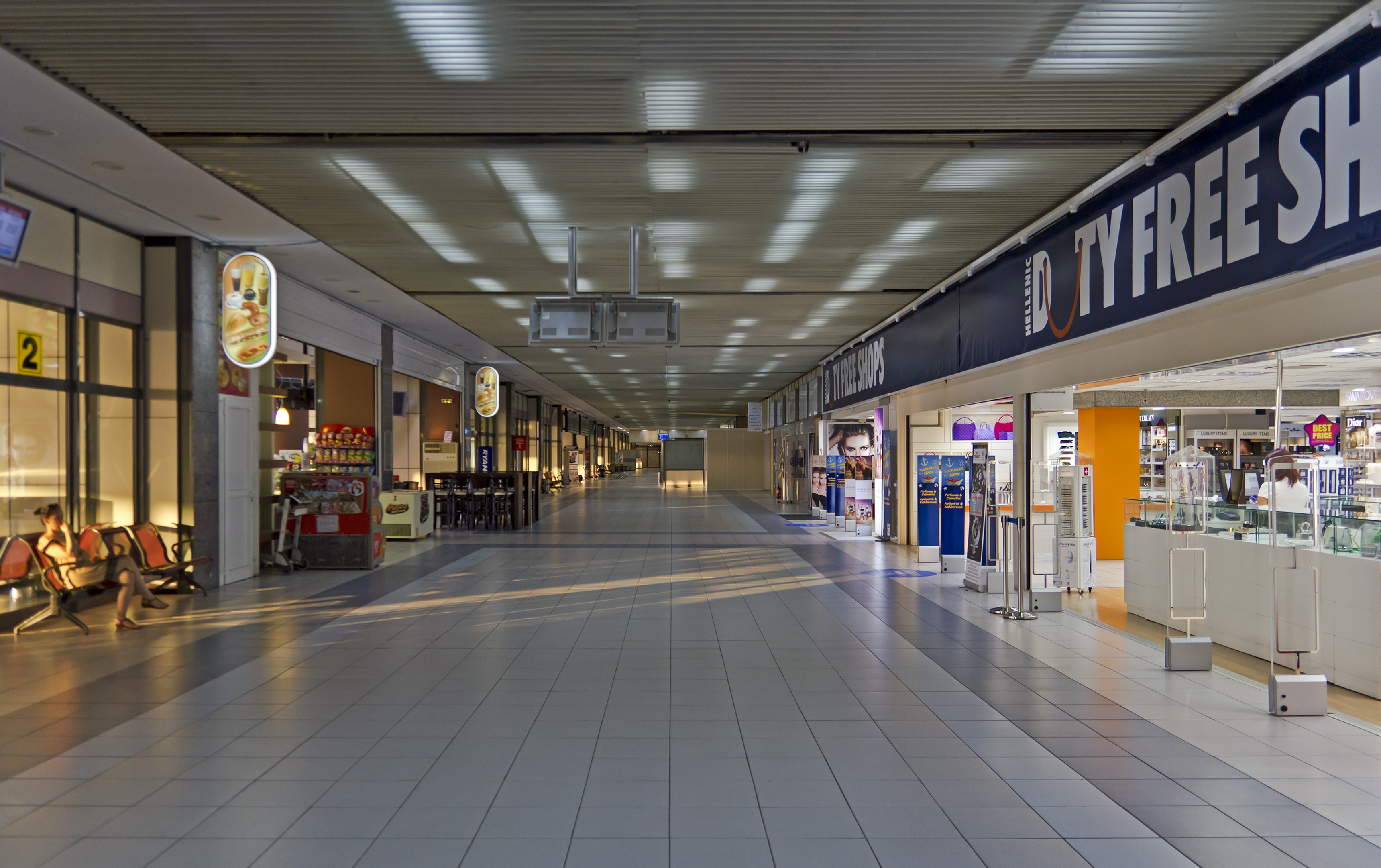
Zone internationale de l'aéroport de Rhodes.

Après avoir passé les contrôles de sécurité, les passagers accèdent à la zone internationale.  

### Commerce hors taxe
La zone internationale constitue une sorte de niche fiscale : elle comprend des magasins qui vendent des produits hors taxe, exclusivement aux passagers en partance pour l'étranger. Il s'agit principalement de tabac, de confiserie, d'alcools et de produits de luxe (parfums, horlogerie, Joaillerie, etc). Les achats des passagers dans ce contexte sont souvent compulsifs, le commerce profitant de l'état psychologique du passager, entre ennui (attente du vol, parfois plusieurs heures) et léger stress.

## Contrôle d'arrivée

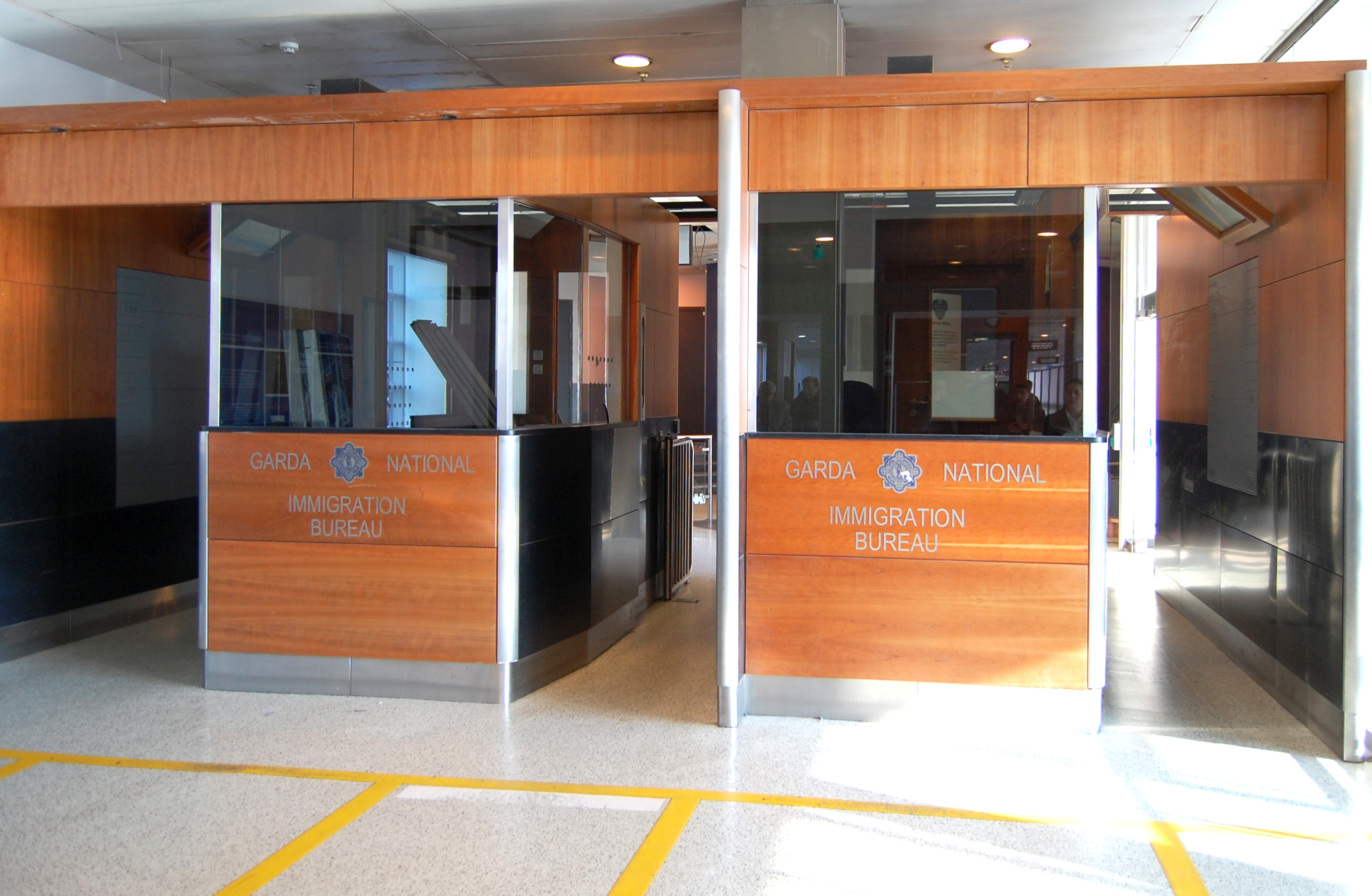
Guichets de contrôle des passeports à Dublin.

L'arrivée des passagers internationaux est marquée (sauf dans le cas d'accords de libre-circulation, comme la zone Schenghen) par le contrôle des passeport. L'organisation de cette tâche est complexe : elle a un rôle de sécurité très important, tout en devant être rapide, vu les nombres de passagers. Elle a été accélérée par l'arrivée des passeports électroniques, et des technologies de reconnaissance faciale.

## Statistiques
En 2019, le trafic aérien mondial représentait environ 8 700 milliards de passagers-kilomètres payants (PKP). Les vols internationaux représentaient 63,8 % de ce total. 
| Pays                | Aéroport                               | Trafic international | Trafic intérieur |
| ------------------- | -------------------------------------- | -------------------- | ---------------- |
| Émirats arabes unis | Aéroport international de Dubaï        | 86,3                 | 0,1              |
| Royaume-Uni         | Aéroport de Londres-Heathrow           | 76                   | 4,9              |
| Pays-Bas            | Aéroport d'Amsterdam-Schiphol          | 71,7                 | < 0,1            |
| Chine               | Aéroport international de Hong Kong    | 71,3                 | 0,1              |
| Corée du Sud        | Aéroport international d'Incheon       | 70,6                 | 0,6              |
| France              | Aéroport de Paris-Charles-de-Gaulle    | 69,8                 | 6,4              |
| Singapour           | Aéroport de Singapour-Changi           | 67,6                 | 0,6              |
| Allemagne           | Aéroport de Francfort-sur-le-Main      | 63                   | 7,5              |
| Thaïlande           | Aéroport de Bangkok-Suvarnabhumi       | 52,9                 | 12,5             |
| Taïwan              | Aéroport international Taïwan-Taoyuan  | 48,4                 |                  |
| Espagne             | Aéroport Adolfo-Suárez Madrid-Barajas  | 44,9                 |                  |
| Malaisie            | Aéroport international de Kuala Lumpur | 44,8                 |                  |
| Royaume-Uni         | Aéroport de Londres-Gatwick            | 43,1                 |                  |
| Turquie             | Aéroport d'Istanbul                    | 39,4                 |                  |
| Qatar               | Aéroport international Hamad           | 38,8                 |                  |

## Portée politique
Un aéroport international est un élément de souveraineté pour un État : il lui permet d'accueillir et d'envoyer des visiteurs du reste du monde sans être dépendant de ses voisins immédiats. C'est un outil à la fois pratique et symbolique. Cette portée politique a d'ailleurs conduit à quelques exemples d'aéroports qualifiés d'éléphants blancs, construits à grands frais par de petits pays pour un trafic minime. Un exemple est l'Aéroport international du roi Mswati III en Eswatini. 
Les aéroports internationaux étant des points d'entrée dans un pays, ils font partie des frontières du pays. Ainsi l'aéroport de Paris-Charles de Gaulle constitue le plus grand point d'entrée et de sortie du territoire français.